# انقراض الثلاثي-الجوراسي
حدث انقراض الترياسي-الجوراسي (بالإنجليزية: Triassic–Jurassic extinction event)‏ وقع منذ 201.3 مليون سنة مضت، وهو يمثل الحد الفاصل بين عصري الترياسي والجوراسي، ويعد أحد الانقراضات الرئيسية لدهر الحياة الظاهرة (الفانروزي)، والتي أثرت تأثيرا عميقا على الحياة البرية والبحرية. 20% من الفصائل البحرية اختفت وكذلك طائفة كاملة من (الكوندونت) وبالنسبة للكائنات التي تعيش على الأرض، فقد زالت جميع مصلبات الكاحلين الكبيرة غير الديناصورية (الأركوصورات) غير التمساحية، وبعض الثيرابسيدات المتبقية، والكثير من البرمائيات الكبيرة تم محوها.

## التأثير
نصف الأنواع المعروفة الآن على الأقل وكانت تعيش على الأرض في ذلك الزمان انقرضت. شغر هذا الحدث نمط الحياة الأرضية، حيث سمح للديناصورات الهيمنة في العصر الجوراسي. حصل هذا الحدث في أقل من 10,000 سنة وقد حدث قبل بداية تتفكك قارة بانجيا.

### اللافقاريات البحرية
تأثرت الأمونيت بشكل كبير بالانقراض الترياسي الجوراسي. انقرضت مجموعة سيراتيتيدا، وهي مجموعة الأمونيت الأبرز في العصر الترياسي، في نهاية العصر الرايتاني بعد أن انخفض تنوعها بشكل كبير في العصر النوري. تنوعت مجموعات الأمونيت الأخرى مثل الأمونيتينا والليتوسيراتينا والفيلوسيراتينا من أوائل العصر الجوراسي فصاعدًا. شهدت ذوات الصدفتين معدلات انقراض عالية في العصر الرايتاني المبكر والمتوسط. بالكاد تأثر تنوع العوالق والبطنيات عند حدود العصر الترياسي الجوراسي، على الرغم من احتمال حدوث انقراضات محلية للشعوعيات. انخفض تنوع عضديات الأرجل ببطء خلال أواخر العصر الترياسي قبل تنوعها مرة أخرى في أوائل العصر الجوراسي. يبدو أن مجموعة الكونلاريدا انقرضت تمامًا في نهاية العصر الترياسي. هناك أدلة جيدة على انهيار مجتمع الشعاب المرجانية، إذ اختفت الشعاب المرجانية فعليًا من محيط تيثيس في نهاية العصر الترياسي ولن تستعد وفرتها السابقة حتى أواخر العصر السنموري. من المحتمل أن يكون سبب هذا الانهيار هو تحمض المحيطات الناتج عن ثاني أكسيد الكربون الذي انتشر في الغلاف الجوي نتيجة ثورات كامب البركانية.

### الفقاريات البحرية
لم تتعرض الأسماك لانقراض جماعي في نهاية العصر الترياسي. شهد أواخر العصر الترياسي بشكل عام انخفاضًا تدريجيًا في تنوع شعاعيات الزعانف بعد حدوث انفجار تطوري في منتصف العصر الترياسي. على الرغم من أن هذا قد يكون بسبب انخفاض مستويات سطح البحر أو حدث كارنيان بلوفيال، فقد يكون نتيجةً لانحياز استعياني نظرًا لأن أسماك العصر الترياسي المتوسط قد خضعت لدراسة أوسع من أسماك العصر الترياسي المتأخر. على الرغم من الانخفاض الواضح في التنوع، عانت جديدات الزعانف (التي تضمنت معظم الأسماك العظمية الحديثة) من انخفاض أقل من شعاعيات الزعانف «البدائية»، ما يشير إلى تحول بيولوجي بدأت فيه مجموعات الأسماء الحديثة بحل محل المجموعات السابقة. انقرضت مخروطيات الأسنان، التي كانت أحافيرها مؤشرًا بارزًا خلال حقبة الحياة القديمة والعصر الترياسي، أخيرًا عند حدود حقبة تي جي بعد انخفاض تنوعها.
مثل الأسماك، شهدت الزواحف البحرية انخفاضًا كبيرًا في التنوع بين العصر الترياسي المتوسط والجوراسي. مع ذلك، لم يكن معدل انقراضهم عند الحد الترياسي الجوراسي مرتفعًا. في الواقع، حدثت أعلى معدلات انقراض شهدتها الزواحف البحرية في حقبة الحياة الوسطى في نهاية المرحلة اللادينيّة، والتي تتوافق مع نهاية العصر الترياسي المتوسط. كانت عائلات الزواحف البحرية الوحيدة التي انقرضت عند الحد الترياسي الجوراسي أو قبل ذلك بقليل هي البلاكليديات (آخر عائلات لوحيات الأسنان) والإكثيوصورات العملاقة مثل عظاءات جبل شاستا والشورنسورديات. مع ذلك، يجادل بعض المؤلفين بأن نهاية العصر الترياسي كانت بمثابة «عنق الزجاجة» الجينية للإكثيوصورات، التي لم تستعد أبدًا مستوى التنوع التشريحي والتفاوت الذي كانت تمتلكه خلال العصر الترياسي.

### الفقاريات الأرضية
يُعتبر التحول الكبير في رباعيات الأرجل الأرضية مثل البرمائيات والزواحف ومندمجات الأقواس أحد أقدم الأدلة على انقراض العصر الترياسي المتأخر. حدد إدوين إتش. كولبير أوجه التشابه بين نظام الانقراض والتكيف بين الحدّين الترياسي الجوراسي والطباشيري الباليوجيني. لقد أدرك كيف أن الديناصورات والعظايا الحرشفية (السحالي وأقاربهم) وتمساحيات الشكل (التمساحيات وأقاربهم) ملأت منافذ المجموعات القديمة من البرمائيات والزواحف التي انقرضت مع بداية العصر الجوراسي. قدّر أولسن (1987) أن 42% من كل رباعيات الأرجل الأرضية انقرضت مع نهاية العصر الترياسي، بناءً على دراسته لتغيرات المجموعات الحيوانية في مجموعة نيوارك الفائقة في شرق أمريكا الشمالية. ناقشت مزيد من الدراسات الحديثة ما إذا كان معدل ظهور رباعيات الأرجل الترياسية مفاجئًا أم تدريجيًا في نهاية العصر الترياسي.
خلال العصر الترياسي، كانت تشمل البرمائيات بشكل رئيسي كائنات كبيرة تشبه التماسيح من رتبة مقسومات الفقار. على الرغم من ظهور أقدم البرمائيات الملساء (البرمائيات الحديثة مثل الضفادع والسمندل) خلال العصر الترياسي، إلا أنها أصبحت أكثر شيوعًا في العصر الجوراسي بينما تضاءل تنوع مقسومات الفقار بعد الحد الترياسي الجوراسي. على الرغم من أن تراجع مقسومات الفقار أثر كثيرًا في النظم البيئية للمياه العذبة، فربما لم يكن مفاجئًا كما اقترح بعض المؤلفين. مثلًا، نجت البراكباديات حتى العصر الطباشيري وفقًا لاكتشافات جديدة في تسعينات القرن العشرين. انقرضت العديد من مجموعات مقسومات الفقار بالقرب من نهاية العصر الترياسي على الرغم من انتشارها، لكن من غير المؤكد مدى اقتراب انقراضها من نهاية العصر الترياسي. عاشت آخر العظاءات الجبهية المعروفة (الأباتشيزوروسات) في تكوين ريدوندا، والتي ربما كانت رايتاني مبكرة أو نورية متأخرة. عُثر على ذو الصدر المطلي، وهو آخر ذوات عظم القص الجانبي المعروفة، في الصخور التي ربما تكون رايتانية، في حين عُثر على ذوات عظم العضد الكابيتوصورية في رواسب العصر الرايتاني في عام 2018. لذلك، من المحتمل أن ذوات عظم القص الجانبي والكابيتوصوريات انقرضت في نهاية العصر الترياسي، بينما كانت معظم مقسومات الفقار الأخرى منقرضة بالفعل.
هيمنت أشباه الأركوصورات على مجموعات حيوانات الزواحف الأرضية خلال العصر الترياسي، وخاصة الفيتوصورات وأعضاء مجموعة أشباه السوكيات (سلالة الزواحف التي تؤدي إلى التمساحيات الحديثة). في أوائل العصر الجوراسي وما بعده، أصبحت الديناصورات والتيروصورات هي الزواحف البرية الأكثر شيوعًا، بينما شملت الزواحف الصغيرة في الغالب أشباه العظايا الحرشفية (مثل السحالي وأقارب التواتارا). من بين أشباه السوكيات، لم تنقرض سوى أشباه التمساحيات الصغيرة مع نهاية العصر الترياسي، بينما انقرضت المجموعات الفرعية العاشبة السائدة (مثل الأيتوصوريات) والآكلة للحوم (تماسيح راو). مع بداية العصر الجوراسي، انقرضت الفيتوصورات وأشباه الزاحفات المنجلية والتريلوفوصوريات وطويلات المفاصل والبركلوفونات، التي كانت زواحف أخرى شائعة في أواخر العصر الترياسي. مع ذلك، من الصعب تحديد متى انقرضت هذه المجموعات المختلفة من الزواحف البرية، نظرًا لنقص سجلات الحيوانات البرية الكبيرة للمرحلة الأخيرة من العصر الترياسي (مرحلة الرايتاني) والمرحلة الأولى من العصر الجوراسي (المرحلة الهتانجية). يعتقد بعض علماء الأحافير أن الفيتوصورات والبركلوفونات فقط انقرضت عند الحد الترياسي الجوراسي، في حين انقرضت المجموعات الأخرى في وقت سابق. مع ذلك، من المحتمل أن العديد من المجموعات الأخرى قد نجت حتى ذلك الحد وفقًا للرواسب الشقية البريطانية من العصر الرايتاني. الأيتوصوريات وعظايا كون وأشباه الزاحفات المنجلية و«الثيكودونتوصورات»، و«السالتوبوسوكسات» (مثل التيريستريسوكسات) والتريلوفوصورات والعديد من أشباه السوكيات غير الشبه تمساحية، كلها أمثلة على الزواحف الرايتانية التي ربما انقرضت عند الحد الترياسي الجوراسي.